# Sobasina alboclypea
Sobasina alboclypea är en spindelart som beskrevs av Fred R. Wanless 1987. Sobasina alboclypea ingår i släktet Sobasina och familjen hoppspindlar. Inga underarter finns listade i Catalogue of Life.